# Horvátzsidány
Horvátzsidány – wieś na Węgrzech, w komitacie Vas, w powiecie Kőszeg, 7 km od miasta Kőszeg i 30 od Szombathely.
Pierwsza wzmianka o miejscowości pochodzi z 1225 roku.
W 2014 była zamieszkiwana przez 809 osób, a w 2015 przez 808 osób, natomiast w 2019 przez 812 osób.
Burmistrzem jest István Krizmanich.